# 暴戾夜
《暴戾夜》（英語：Violent Night）是一部2022年美國聖誕動作喜劇片，講述一群雇傭兵在聖誕夜入侵一座富裕家庭的莊園，但卻意外與介入其中的聖誕老人為敵。電影由湯米·維爾柯拉執導，派屈克·凱西和喬許·米勒編劇，主演陣容包括大衛·哈伯、約翰·李古查摩、凯姆·吉甘特、艾力克斯·哈塞爾、亞歷克西斯·羅德爾、艾蒂·帕特森及貝佛莉·狄安姬洛。
《暴戾夜》2022年10月7日在紐約漫畫展首映，2022年12月2日在美國院線上映。電影在外界口碑褒貶不一，全球票房超過7600萬美元。續集正在計劃中。

## 劇情
故事時間點為平安夜，聖誕老人正在某間酒吧向扮裝成商場聖誕老人的男子藉著醉意吐怨言，聖誕老人感嘆道，近代的孩子們不但愈加貪心、對科技用品成癮，還欠缺以往的活力與聖誕精神，稍後聖誕老人乘上馴鹿雪橇車，準備開始執行年度分送聖誕禮物的任務。
在康涅狄格州格林尼治，傑森·萊史東、分居的妻子琳達和兩人的7歲女兒泰露蒂拜訪了自己母親葛特魯德的豪宅，房子裡的其他親戚還包括傑森的妹妹伊娃、伊娃想成為動作影星的新男友摩根·斯蒂爾以及伊娃的兒子伯特。傑森和琳達為泰露蒂找了一台舊對講機來讓女兒能「與聖誕老人交談」，無意中聽到了她唯一的願望：再次讓三人和好並成為一家人。喝醉的聖誕老人來到萊史東豪宅送禮物，但意外發現偽裝成宴會承辦人的一群雇傭兵殺死了工作人員並劫持了一家人，佔領了這裡。
聖誕老人被其中一名傭兵發現，對方的槍聲嚇跑了馴鹿，聖誕老人最後將他堆下窗外致死。代號「小氣鬼」的領導者要求萊史東一家從豪宅的金庫中拿出3億美元現金，受困的聖誕老人決定救出泰露蒂及其家人。聖誕老人殺死了另一名傭兵後得到了無線電對講機，與小氣鬼通話，並在自己神奇的頑皮名單上找到了僱傭兵的名字。泰露蒂的對講機被發現時，傑森在威脅之下無意說出聖誕老人不是真的，導致幻想破滅的泰露蒂跑掉並躲進了閣樓。聖誕老人透過無線電安撫泰露蒂，透露自己曾是嗜血的維京戰士「紅衣尼卡蒙德」，並在與聖誕老太太1100年的婚姻中找到安慰。小氣鬼的手下「坎卜斯」強迫家人拆開給葛特魯德的禮物，葛特魯德對傑森的卡片感到驚訝。
受傷的聖誕老人被從小就對聖誕節懷恨在心的小氣鬼捉住，但透過魔法從煙囪逃出房子外。索普指揮官率領葛特魯德私人的「殺戮小隊」抵達，但對方早已與小氣鬼結盟並殺死了試圖求救的摩根。發現金庫空無一物時，小氣鬼威脅琳達，傑森承認自己偷了錢，並打算帶著妻子和女兒逃跑，這也是自己在卡片上向母親坦白的計畫。傑森透露了藏在外面耶穌誕生場景中的錢，葛特魯德原諒了他的背叛，選擇他作為自己的繼承人，當成秘密的萊史東成年禮。
聖誕老人撤退到一個棚子裡，找到了一把大槌，殘忍地屠殺了殺戮小隊。泰露蒂受小鬼當家的啟發創造了陷阱，導致傭兵「薑餅人」死亡。糖果杖準備射殺泰露蒂，但被聖誕老人殺死。小氣鬼下令殺死人質，但伊娃、琳達和伯特在反抗之下殺死了坎卜斯。小氣鬼和索普帶著錢及人質葛特魯德騎車逃進了樹林，聖誕老人緊追在後。琳達殺死了最後一名僱傭兵，並與傑森相吻重歸舊好。聖誕老人在小氣鬼的引誘下闖入一間小屋，小氣鬼發現自己在頑皮名單上後才真正相信聖誕老人的存在，並決定殺死他，以終結毀了自己童年的聖誕節。他們打起來，小氣鬼佔了上風，但聖誕老人利用魔法把他拖上小屋的煙囪，導致小氣鬼的腦袋及四肢被煙囪粉碎。
聖誕老人被索普射中胸部，後者則被葛特魯德槍殺。儘管傑森燒掉了一些錢來取暖，但聖誕老人還是因傷勢過重而死；在泰露蒂的影響下，萊史東一家相信聖誕老人的存在，導致聖誕老人因信仰的力量死而復生，但後者承認仍然不真正了解聖誕魔法的運作原理。聖誕老人的馴鹿帶著聖誕老太太的字條和一袋新的禮物回來，對聖誕節重新燃起信心的他向泰露蒂告別後乘著馴鹿雪橇飛往天際，繼續為其他好孩子們送禮物。

## 演員
- 大衛·哈伯飾演聖誕老人
- 約翰·李古查摩飾演吉米·莫堤納茲／小氣財神
- 艾力克斯·哈塞爾（英语：Alex Hassell）飾演傑森·萊史東（Jason Lightstone）
- 亞歷克西斯·羅德爾（英语：Alexis Louder）飾演琳達（Linda）
- 凯姆·吉甘特飾演摩根·斯蒂爾（Morgan Steel）
- 艾蒂·帕特森（英语：Edi Patterson）飾演伊娃（Alva）
- 莉亞·布雷迪（Leah Brady）飾演葛楚·「楚蒂」·萊史東（Gertrude "Trudy" Lightstone）
- 貝佛莉·狄安姬洛（英语：Beverly D'Angelo）飾演葛楚·萊史東（Gertrude Lightstone）
- 安德烈·艾瑞克森（英语：André Eriksen）飾演薑餅人
- 布萊登·佛雷切飾演坎卜斯
- 麥克·多普德飾演索普指揮官（Commander Thorp）
- 亞歷山大·艾略特（英语：Alexander Elliot (actor)）飾演伯特（Bert）

## 製作
《暴戾夜》是派屈克·凱西和喬許·米勒的原創劇本，環球影業在2020年3月宣布收購，電影由87North製片公司製作。2021年11月，大衛·哈伯被選為主角，湯米·維爾柯拉受聘擔任導演。2022年初，約翰·李古查摩、貝佛莉·狄安姬洛、艾力克斯·哈塞爾、亞歷克西斯·羅德爾、艾蒂·帕特森、凯姆·吉甘特和安德烈·艾瑞克森加入演出陣容。主要拍攝定於2022年1月至3月進行，2月在加拿大温尼伯展開。

## 發行
《暴戾夜》2022年10月7日在紐約漫畫展舉行全球首映。環球影業安排電影2022年12月2日在美國院線上映。

## 反響

### 評價
《暴戾夜》在爛番茄網站上根據159篇評論而持有72%的新鮮度，平均評分為6.3／10。影評人共識評論：「《暴戾夜》的娛樂體驗可能不如概念所暗示的那樣充沛，但總而言之，電影有時仍相當有趣。」Metacritic則根據34位影評人而給出55分，代表「好壞兩極的評價」。

### 票房
在美國和加拿大，外界預估《暴戾夜》預計能從3200間戲院中取得約1000萬美元的票房收入。電影首日票房收入達490萬美元，其中包括週四晚間預映的110萬美元。首週末票房達1345萬美元。

## 續集
2022年11月，哈伯提到在第一部電影的製作過程中曾討論過聖誕老太太出現在可能的續集中，期望由莎莉·賽隆來飾演。同年12月，維爾柯拉證實與編劇之間一直在進行討論續集計畫；聖誕老太太、北極和小精靈都可能成為故事的一部分。導演表示，後續電影的實現取決於第一部電影的成功。當月，監製凱莉·麥考密克（Kelly McCormick）證實，參與本片創意團隊的所有人都有意製作續集，並在「接下來的幾週」展開投入開發。2023年1月，官方確認續集已在開發階段。

## 外部連結
- 互联网电影数据库（IMDb）上《暴戾夜》的资料（英文）